# Edward Poppe
Edward Poppe (Temse, 18 dicembre 1890 – Moerzeke, 10 giugno 1924) è stato un presbitero belga, propagatore della devozione all'Eucaristia; è stato beatificato da papa Giovanni Paolo II nel 1999.
Il suo elogio si legge nel Martirologio romano al 10 giugno.